# Prehistoria en Armenia
El territorio moderno de Armenia ha sido habitado por diversos grupos humanos desde el paleolítico temprano hasta nuestros días. Los primeros rastros humanos se mantienen con la presencia de herramientas Achelenses,  generalmente cerca de los afloramientos de obsidiana hace más de 1 millón de años. En el paleolítico medio y tardío han sido identificados poblamientos como en la cueva Hovk 1. El altiplano armenio muestra rastros de poblamiento neolítico. La cultura Shulaveri-Shomu en la región de Transcaucasia central es una de las culturas prehistóricas conocidas más tempranas en el área, La datación por carbono 14 nos señala una edad de aproximadamente 6000 - 4000 Ac.  Otra cultura temprana en el área es la cultura Kura-Araxes, en el periodo de ca. 3300 - 2000 BC, seguida de la cultura Trialeti (ca. 3000 - 1500 BC).

## Campañas de excavación
Revue archéologique emitió un informe por M. de Morgan, en sus excavaciones, y dice: 

He explorado cuidadosamente la necrópolis prehistórica de las montañas de la Armenia rusa, especialmente los situados en los bosques de la Lelwar, cerca de las minas de cobre en lugares conocidos como los países de Akthala, Allahverdi, Tehamlouq, Privolnick, etc. Al examinar con cuidado el vecindario donde el hierro y el cobre hizo su primera aparición en estas regiones, pero mis excavaciones demostraron una industria del bronce, Solo he descubierto tumbas con armas de hierro

## Paleolítico
La excavación más reciente e importante es la de Nor Geghi 1, sitio de Edad de Piedra en el valle del río Hrazdan. Los miles de artefactos con 325.000 años de edad mostraron que la innovación tecnológica humana se produjo de manera intermitente durante todo el Viejo Mundo, en lugar de difundir desde un único punto de origen (por lo general la hipótesis de que África), como se pensaba anteriormente.

## Neolítico
En la llanura del Ararat los sitios de Aknashen y Aratashen son conocidos por pertenecer al periodo Neolítico.

## Edad de bronce
El nombre de Armenia es un exonimo, tal vez anterior a esta edad, la primera inscripción con este nombre es de una inscripción que menciona Armânum junto con Ibla (Ebla) como los territorios conquistados por Naram - Sin (Siglo XXII a. C.), identificados con una colonia acadia en la región de Diarbekr.
Surge el imperio Hayasa-Azzi que junto al Imperio Hitita e Imperio de Mitani pertenecieron a Armenia
También aparecen la tribu de los Nairi
 

El principal objetivo de las incursiones tempranas de los asirios a Armenia era para obtener metales. 

## Edad de hierro

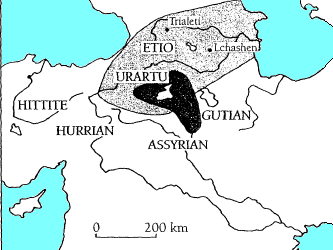
El territorio del la lengua armenia parece haber sido coicidente, aproximadamente, con el Hurriano y estrechamente relacionado Urartiano (con Oscuro sombreando). La pobremente conocida lengua Etio (probablemente no indoeuropea) se hallaba al norte. Muchas de estas lenguas ocuparon parcialmente o completamente el territorio más temprano de la cultura Kuro-Araxes (ligeramente sombreanda). Los vecinos indoeuropeoos más cercanos de los armenios eran los Guti y Hititas (incluyendo a los pueblos luvitas y palaicos), ninguno cuales hablaban lenguas estrechamente realacionadas con el armenio El asirio era una lengua no indoeuropea. Entierros con vehículos de ruedas se han descubierto en Trialeti y Lchashen.

Urartu